# سيمون أوكسلي
سيمون أوكسلي (بالإنجليزية: Simon Oxley)‏ هو مصمم جرافيك بريطاني، ولد في 1969.

## وصلات خارجية
- الموقع الرسمي